# Penteli
Penteli (tiếng Hy Lạp: ?) là một khu tự quản ở vùng Attiki, Hy Lạp. Khu tự quản Penteli có diện tích 36 km², dân số theo điều tra ngày 18 tháng 3 năm 2001 là 30956 người.